# Любор Кресак
Любор Кресак (словац. Ľubor Kresák; 23 серпня 1927, Топольчани — 20 січня 1994, Братислава) — словацький астроном, дослідник комет, астероїдів, метеорних потоків, першовідкривач двох комет, заступник директора Астрономічного інституту Словацької академії наук. Член-кореспондент Словацької академії наук (1967) і Чехословацької академії наук (1988), віце-президент Міжнародного астрономічного союзу (1979—1985).

## Біографія
Народився в Топольчанах.
Закінчив факультет природничих наук Карлового університету в Празі в 1951 році. У 1951—1955 роках працював в Астрономічній обсерваторії Скалнате-Плесо. Одночасно читав лекції з астрономії в Академії наук у Пряшові (1952 – 1955). У 1955 році він очолив відділ міжпланетної матерії Астрономічного інституту Словацької академії наук у Братиславі та почав читати лекції з астрономії на факультеті природничих наук Карлового університету.
Звання кандидата наук отримав у 1957, через чотири роки зробив габілітацію, в 1967 став доктором наук, наступного року обраний членом-кореспондентом Словацької академії наук, а в 1988 — членом-кореспондентом Чехословацької академії наук. У 1993 році він став першим словацьким професором астрономії. Обіймав посаду заступника директора Астрономічного інституту Словацької академії наук.
Помер 20 січня 1994 року в Братиславі.

## Наукові результати
Основні наукові праці присвячені динаміці, еволюції і проблем походження малих тіл Сонячної системи — комет, астероїдів, метеорних потоків. Вивчав щільність і структуру системи комет, швидкість та процеси старіння комет, еволюційне значення кометної хмари Оорта. Досліджував питання про існування кільця комет між орбітами Юпітера і Сатурна, резонансні провали в системі орбіт періодичними комет, еволюційний зв'язок між кометами і малими планетами. Вивчав масу, щільність і структуру системи малих планет, проблеми стійкості руху і походження міжпланетних тіл. Припустив, що Тунгуський метеорит є уламком комети Енке. Досліджував походження, структуру і розсіювання метеорних потоків, рух пилових частинок з урахуванням впливу сонячного випромінювання. Відкрив дві комети — Таттля–Джакобіні–Кресака (1951) та Кресака–Пельтьє (1954). Займався обчисленням орбіт комет і малих планет, ототожненням нововідкритих об'єктів.
Був президентом Комісії N 20 «Положення та утворення малих планет, комет і супутників» Міжнародного астрономічного союзу (1973—1976), віце-президентом Міжнародного астрономічного союзу (1979—1985), віце-головою Чехословацького національного астрономічного комітету (з 1971), одним із засновників Словацького астрономічного товариства.

## Відзнаки
- Державна премія ім. К. Готвальда ЧССР (1970)
- Золота медаль ім. Д. Штура за заслуги в природничих науках (1977)
- Медалі ім. Й. Кеплера (1971), ім. М. Коперника (1973) та програми «Інтеркосмос» (1978)
- Орден Людовита Штура 1 степеня (1997)
- Астероїд 1849 Кресак названий на його честь